# Dépression (psychiatrie)
Pour les articles homonymes, voir Dépression.
Vous n'êtes pas seul(e). Si vous avez des pensées suicidaires, il existe dans chaque pays des associations ou organismes d'écoute et d'aide, que vous pouvez contacter par téléphone (généralement 24/24 h, 7/7 jours, de manière anonyme). En France : 3114 ; en Belgique : 0800 32 123 ; en Suisse : 143 ; au Québec : 1-866-APPELLE (1-866-277-3553). En cas d'urgence absolue, contactez par téléphone les services de secours (police, pompiers…) de votre pays.
 Mise en garde médicale
La dépression, également appelée trouble dépressif, est un état psychique caractérisé par des épisodes de baisse d'humeur accompagnée de plusieurs autres symptômes tels qu'une faible estime de soi, des difficultés à se concentrer ou à mémoriser, d’une perte ou prise de poids plus ou moins importante, de troubles du sommeil, ainsi que d'une perte de plaisir ou d'intérêt (anhédonie) dans des activités habituellement ressenties comme agréables par la personne.
Cet ensemble de symptômes (syndrome individualisé et anciennement classifié dans le groupe des troubles de l'humeur par le manuel diagnostique de l'association américaine de psychiatrie) figure depuis la sortie du DSM-5 en mai 2013 dans la catégorie appelée « troubles dépressifs ». Le terme de « dépression » peut cependant être ambigu ; il est en effet parfois utilisé dans le langage courant comme abus de langage pour décrire d'autres troubles de l'humeur ou d'autres types de baisse d'humeur moins significatifs qui ne sont pas des dépressions proprement dites.
La dépression est handicapante et peut retentir sur le sommeil, l'alimentation et la santé en général avec notamment un risque de suicide dans les cas les plus graves (notamment dans la dépression mélancolique), ainsi que sur la famille, la scolarité ou le travail. Aux États-Unis, approximativement 3,4 % des individus souffrant de dépression meurent par suicide et plus de 60 % des individus qui se sont suicidés souffraient de dépression ou d'un autre trouble de l'humeur. Les individus souffrant de dépression ont une espérance de vie raccourcie par rapport aux autres individus, en partie à cause d'une plus grande susceptibilité à d'autres maladies et au risque de suicide. Les patients actuellement ou anciennement dépressifs sont parfois stigmatisés.
Le diagnostic de la dépression s'appuie sur plusieurs éléments : le ressenti personnel rapporté par le patient, le comportement perçu par son entourage et le résultat d'un examen psychologique ou psychiatrique. Les médecins peuvent prescrire des examens complémentaires pour rechercher d'autres maladies qui peuvent causer des symptômes similaires. La dépression est plus fréquente entre 20  et   30 ans, avec un pic entre 30  et   40 ans.

## Traitement et durée
En fonction de la sévérité du trouble, les patients peuvent être traités avec un médicament antidépresseur (recommandé en cas de dépression modérée à sévère), une psychothérapie (parfois seule en cas de dépression légère ou modérée, et associée au médicament en cas de dépression sévère), et/ou des techniques de neurostimulation (tDCS, rTMS, etc.). L'hospitalisation peut se révéler nécessaire dans le cas d'auto-négligence, s'il existe un risque significatif de suicide ou pour la sécurité de l'entourage. Les dépressions résistantes aux traitements médicamenteux et à la psychothérapie peuvent être traitées par électroconvulsivothérapie ou par stimulation magnétique transcrânienne (rTMS). La durée de la dépression est grandement variable, pouvant aller d'un épisode unique de quelques semaines à une longue période d'épisodes dépressifs prolongés et répétés (dans ce cas, il s'agit de « dépression récurrente » ou « trouble unipolaire », parfois improprement appelée « dépression unipolaire »). Lorsqu'il s'agit d'un épisode unique, on parle d'Episode Dépressif Caractérisé (EDC).

### Les phases évolutives de la dépression
La dépression se manifeste généralement en plusieurs phases distinctes, chacune ayant ses propres caractéristiques et nécessitant des soins spécifiques. On peut ainsi identifier la phase de choc, où le déni et l'incrédulité prédominent, suivie de la phase de défense, marquée par une résistance face aux symptômes. La phase de crise représente le point culminant des symptômes, tandis que la phase de réparation voit leur atténuation progressive. Enfin, la phase de rétablissement permet à l'individu de retrouver un équilibre émotionnel. Connaître ces phases est essentiel pour une prise en charge adaptée.

## Histoire
Au travers des siècles, la connaissance de la nature et des causes de la dépression a évolué, bien que sa compréhension soit à ce jour incomplète et encore sujette à discussion. Les causes qui ont pu être proposées incluent des facteurs biologiques, psychologiques et psychosociaux ou environnementaux. Les psychothérapies peuvent se fonder sur les théories de la personnalité, de la communication interpersonnelle, et de l'apprentissage. La plupart des théories biologiques se concentrent sur des neurotransmetteurs, des molécules naturellement présentes dans le cerveau qui permettent la communication chimique entre neurones. Les neurotransmetteurs de type monoaminergique comme la sérotonine, la noradrénaline et la dopamine sont plus particulièrement étudiés.
L'utilisation à long terme et l'abus de certains médicaments et substances peuvent favoriser ou aggraver les symptômes dépressifs.

## Hypothèses causales
Les facteurs causant la dépression peuvent être, selon les hypothèses, biologiques, psychologiques, sociaux ou environnementaux.
Le modèle biopsychosocial, par exemple, met en avant une interpolation de ces facteurs. Le modèle diathèse–stress propose que la dépression, provenant d'une vulnérabilité préexistante, survient lors d'événements stressants dans la vie d'un individu. La vulnérabilité préexistante peut comprendre une influence génétique,,.
Des chercheurs concluent que la variation du gène codant le transporteur de la sérotonine (5-HTT) affecte les risques de dépression lorsque des individus font face à des événements très stressants. Plus précisément, la dépression peut succéder à de tels évènements, mais semble plus probable chez des individus possédant un ou plusieurs allèles courts du gène 5-HTT.
L'héritabilité de la dépression sévère (c'est-à-dire le degré avec lequel les différences individuelles d'apparition sont dues à des différences génétiques) serait d'environ 40 % chez les femmes et 30 % chez les hommes dans la population européenne.
La dépression peut être causée directement par des lésions du cervelet, comme dans le cas du syndrome cognitivo-affectif cérébelleux (en),,.
Les modèles interactifs[Quoi ?] avancent une validation empirique. Par exemple, des études par cohortes démontrent la manière dont la dépression apparaît depuis un comportement dit normal[réf. nécessaire].
Cependant, d'autres chercheurs contestent l'hypothèse sérotoninergique ainsi que de tout déséquilibre chimique cérébral comme facteur causal, en ce sens la dépression ne serait pas réductible à un désordre biologique,,, mais le consensus actuel reste en faveur d'une intrication entre des facteurs biologiques, psychologiques et environnementaux.
Les troubles de l'humeur identifiables au syndrome dépressif majeur peuvent aussi être causés par la consommation de drogues à long terme, l'abus de drogue, ou le sevrage de certains sédatifs ou de drogues hypnotiques,.
Des recherches en psychonutrition établissent un lien entre alimentation et risques de dépression. Divers aliments sont associés à une augmentation de l'incidence des dépressions : les aliments ultra-transformés, les aliments frits, la viande transformée, les produits laitiers riches en gras, les céréales raffinées, le sucre. Inversement, la consommation de fruits, de noix, de légumes et de céréales complètes ainsi que le poisson diminue le risque.
Une intoxication chronique au mercure peut entraîner l’apparition d'un état dépressif.

### Biologie
Plusieurs hypothèses tentent d'expliquer la biologie de la dépression.

#### Hypothèse monoaminergique
L'hypothèse monoaminergique postule que la dépression serait due à un déséquilibre chimique en monoamines (sérotonine, dopamine, noradrénaline) dans le cerveau.
L'hypothèse monoaminergique est à l'origine proposée à la fin des années 1950 par George Ashcroft et Donald Eccleston et a gagné le soutien supplémentaire de Alex Coppen et Herman van Praag. La pharmacologie des antidépresseurs est fondée sur celle-ci.

##### En faveur de l'hypothèse monoaminergique

Parmi les 30 neurotransmetteurs environ qui ont été identifiés, des chercheurs ont découvert un lien entre la dépression clinique et la fonction de trois principales monoamines que sont la sérotonine, la noradrénaline et la dopamine. Les antidépresseurs influencent les structures cérébrales de ces trois neurotransmetteurs qui régulent l'émotion, les réactions au stress, le sommeil, l'appétit et la sexualité.

La sérotonine serait supposée réguler d'autres systèmes de neurotransmetteurs. Une diminution de l'activité de la sérotonine peut entraîner une désorganisation de ces systèmes. D'après cette hypothèse permissive, la dépression apparaît lorsque des niveaux bas de sérotonine entraînent des niveaux bas de noradrénaline. Ces observations ont donné lieu à l'hypothèse monoaminergique de la dépression. Dans sa formulation contemporaine, l'hypothèse monoaminergique propose que la déficience de certains neurotransmetteurs soit responsable des caractéristiques correspondant à la dépression. « La noradrénaline pourrait permettre un degré d'alerte, d'énergie, mais aussi d'anxiété, d'attention et d'intérêt pour la vie. Le manque de sérotonine entraînerait une anxiété, des obsessions et des compulsions. La dopamine améliorerait l'attention, la motivation, le plaisir, l'envie d'être récompensé mais aussi l'intérêt porté à la vie ».
Les partisans de cette théorie recommandent le choix d'un antidépresseur ayant un mécanisme d'action agissant en premier lieu sur les symptômes. Les patients anxieux et irritables devraient être traités par ISRS ou par inhibiteur de la recapture de la sérotonine et de la noradrénaline. Ceux qui ont un manque d'énergie et de joie de vivre devraient être traités avec de la noradrénaline et des médicaments qui augmentent la dopamine. Les groupes pharmaceutiques mettent en avant l'hypothèse monoamine dans leur communication marketing, : les antidépresseurs pourraient corriger un déséquilibre chimique (hypothèse monoamine). GSK a été épinglé pour avoir tourné l'hypothèse « peut être causé » en l'affirmation « est causée ».

##### Remise en question de l'hypothèse
En 2003, une interaction gène environnement (GxE, pour Gene–environment interaction) (en) a été proposée pour expliquer pourquoi les facteurs de stress sont prédictifs pour les épisodes dépressifs chez certains individus, mais pas chez d'autres. Ceci dépendrait d'une variation allélique de la région promotrice liée au transporteur de la sérotonine : 5-HTTLPR (en). Cependant, une méta-analyse de 2009 montre que les évènements stressants de la vie étaient associés à la dépression, mais ne trouve aucun lien avec le génotype 5-HTTLPR. Une autre méta-analyse de 2009 a confirmé cette évaluation. Une revue bibliographique de 2010 trouve par contre une relation systématique entre la méthode utilisée pour évaluer les stress environnementaux et les résultats des études. Cette revue a trouvé également à la fois que les méta-analyses de 2009 étaient significativement biaisées en faveur des études négatives qui utilisaient des auto-questionnaires pour mesurer le stress.
Certaines études laisseraient à penser que les personnes en dépression auraient un excès de sérotonine (2 fois plus qu'une personne normale).
Parmi ceux qui remettent en cause l'hypothèse monoaminergique, il y a David Healy,, The Icarus Project, Elliot Valenstein (en), David D. Burns (en), George Ashcroft. George Ashcroft qui a été un pionnier de l'hypothèse monaminergique a abandonné l'idée d'un niveau de sérotonine bas vers 1970, considérant que le niveau de sérotonine bas est plus une mesure de l'activité fonctionnelle des systèmes (reflétant peut être une baisse générale comme le ferait un miroir, un symptôme parmi d'autres) qu'une cause de la dépression.
La domination de l'hypothèse monoaminergique pourrait être expliquée par le fait que l'industrie pharmaceutique a un intérêt dans la protection de cette hypothèse,. À cet effet, la pratique du nègre littéraire,, est la rédaction par les groupes pharmaceutiques d'articles qui sont signés ensuite par des leaders d'opinion et des chercheurs universitaires,,.
De nombreuses études montrent que l'hypothèse monoaminergique est bancale. Par exemple une baisse artificielle des niveaux de sérotonine chez une personne ne la plonge pas dans la dépression, ; ou encore il n'y a aucune preuve que les femmes, plus souvent atteintes de dépression, possèdent un système sérotoninergique moins efficace que celui des hommes ; deux études indiquent que le bupropion et la reboxetine sont aussi efficaces que les ISRS dans le traitement de la dépression, sauf qu'aucune de ces deux molécules n'affecte la sérotonine à un niveau significatif. Le raisonnement à rebours est faux dans son essence. Si un traitement qui augmente la sérotonine soulage la dépression, cela ne signifie pas que la dépression est due à une baisse de sérotonine. Ce serait comme dire que parce que l'aspirine guérit les maux de tête, celui qui a un mal de tête a une carence en aspirine dans le cerveau.

#### Imagerie cérébrale
Les clichés d'IRM de patients atteints de dépression montrent des différences cérébrales structurelles par rapport aux individus non dépressifs. Des méta-analyses récentes mettent en évidence une augmentation du volume de leurs ventricules latéraux et de leur surrénales. Ces clichés attestent en revanche une diminution de la taille des noyaux gris centraux, du thalamus, des hippocampes et des lobes frontaux, notamment les cortex orbitofrontaux et le gyrus rectus,,. Des hypersignaux ont été retrouvés chez des patients dont la dépression est apparue tardivement, ce qui a conduit au développement de la théorie de la dépression vasculaire.

#### Neurogenèse hippocampique
Il pourrait y avoir un lien entre la dépression et la neurogenèse dans l'hippocampe. La perte des neurones hippocampiques trouvée chez certains patients dépressifs est liée à un dysfonctionnement de la mémoire et à des troubles de l'humeur. Les médicaments peuvent augmenter les niveaux de sérotonine dans le cerveau, ce qui stimule la neurogenèse et ainsi augmente la masse totale de l'hippocampe. Cette augmentation pourrait aider à améliorer l'humeur et la mémoire,. Des relations similaires ont été observées entre la dépression et une région du cortex cingulaire antérieur impliquées dans la modulation du comportement émotionnel. Une des neurotrophines responsable de la neurogenèse est le facteur neurotrophique dérivé du cerveau (FNDC, BDNF en anglais). Les concentrations de FNDC dans le plasma sanguin des patients dépressifs sont diminuées (plus de trois fois) comparé à la normale. Les antidépresseurs augmentent les concentrations sanguines du FNDC. Bien que la diminution des concentrations du FNDC ait été trouvée dans d'autres troubles, il existe quelques preuves concernant l'implication du FNDC dans le mécanisme de la dépression en tant que possible mécanisme d'action des antidépresseurs.

#### Hypothèse inflammatoire
La dépression majeure pourrait être causée en partie par une hyperactivation de l'axe hypothalamo-pituitaro-surrénalien (axe HPA - A pour adrenal gland). Elle résulte d'une réponse neuroendocrine au stress. Des études ont montré une augmentation des concentrations du cortisol, un élargissement de l'hypophyse et des glandes surrénales, suggérant une perturbation du système endocrinien qui pourrait jouer un rôle dans les maladies psychiatriques, notamment la dépression. Une hypersécrétion de corticolibérine par l'hypothalamus pourrait entraîner ceci et est impliquée dans les symptômes cognitifs et l'apparition des symptômes.
D'autres recherches ont exploré le rôle potentiel des cytokines. Les symptômes de syndrome dépressif majeur sont assez proches de ceux retrouvés dans le comportement d'un malade qui lutte contre une infection. Lors de maladies telles que les infections systémiques, les cancers ou les maladies immunitaires, le système immunitaire périphérique est activé sur de longues durées ; le cerveau reçoit alors des signaux qui peuvent amener une exacerbation de la maladie et le développement de symptômes de dépression. Ceci pourrait être causé par des anomalies dans les cytokines circulantes. L'implication des cytokines pro-inflammatoires dans la dépression est fortement suggérée par une méta-analyse qui montre que les concentrations en IL-6 et en TNF-α sont plus hautes chez les sujets atteints de dépression que chez les sujets sains. Ces anomalies immunologiques pourraient causer un excès de production de prostaglandine E2 et probablement une expression excessive de COX-2. Des anomalies sur la manière dont l'enzyme indoleamine 2,3-dioxygénase active également le métabolisme de tryptophane-kynurénine pourraient entraîner un métabolisme excessif de celles-ci et entraîner l'augmentation de la production de la neurotoxine acide quinoléique, ce qui contribue au syndrome dépressif majeur. L'activation du NMDA menant à l'excès de la neurotransmission glutamatergique pourrait aussi y contribuer.
Des processus inflammatoires peuvent être stimulés par des cognitions négatives ou leurs conséquences, comme le stress, la violence ou le manque. Ainsi, des conditions négatives peuvent causer une inflammation qui peut en retour mener à la dépression.
La corrélation entre les pathologies neurovasculaires et la dépression favorise l'hypothèse d'un dérèglement du système immunitaire lié à des processus inflammatoires. Plus précisément, il semble que l'exposition au stress chronique permette à des protéines, les cytokines proinflammatoires, de traverser la barrière hémato-encéphalique et de déclencher certaines dépressions.

#### Liens avec les hormones
L'hormone œstrogène a été impliquée dans les troubles dépressifs du fait d'une augmentation du risque d'épisodes dépressifs après la puberté et pendant la grossesse - périodes où son taux est particulièrement élevé et d'une diminution après la ménopause, période où le taux baisse considérablement, mais les périodes prémenstruelles et du postpartum, au cours desquelles les taux d’œstrogènes sont pourtant bas, sont également associées à une augmentation du risque.
Le retrait brutal, des fluctuations ou des périodes prolongées de concentrations basses d'œstrogènes ont été liés à une diminution significative de l'humeur. L'amélioration clinique de la dépression du postpartum, la périménopause et la postménopause montrent qu'elles sont possibles après que les concentrations d'œstrogènes sont stabilisées ou restaurées,.
Un traitement substitutif à base de testostérone peut également avoir un effet antidépresseur.

#### Rôle du microbiote intestinal
Selon des études sur modèle animal en 2021, le microbiote intestinal est impliqué dans les troubles dépressifs majeurs. Notamment le microbiote malade produit peu de précurseurs nécessaires à la synthèse de sérotonine, compromettant ainsi l'efficacité d’antidépresseurs comme la fluoxétine. Selon une autre étude, le stress chronique, l'alimentation et le microbiote intestinal génèrent une « boucle d'anticipation pathologique » qui contribue au comportement dépressif via le système endocannabinoïde (eCB) central. Les effets indésirables du microbiote ont pu être atténués en agissant sur l'eCB central ou par complémentation avec une souche du genre Lactobacillus. Selon l'auteur, « le microbiote change de structure parce que son hôte exerce une pression sur lui, par le système nerveux ou le système immunitaire. Puis le déséquilibre du microbiote va induire des changements dans les systèmes immunitaires et nerveux qui vont perpétuer ce phénomène. C’est une causalité circulaire ».

#### Alcool et autres drogues
De nombreux patients atteints de troubles psychiatriques sont consommateurs de substances, en particulier d'alcool, de sédatifs et du cannabis. La dépression et d'autres problèmes psychiatriques peuvent être causés par l’absorption de ces substances. Un diagnostic différentiel doit obligatoirement être fait pour déterminer lorsqu'un trouble mental est causé ou non par une substance. Selon le DSM-IV, un diagnostic de trouble de l'humeur ne peut s'effectuer s'il est causé par « des effets physiologiques directs liés à une substance ». Dans ce cas, il est appelé « trouble de l'humeur induit par une substance ». L'alcoolodépendance augmente significativement le risque de développer une dépression,. La dépression peut également survenir lors d'un syndrome de sevrage prolongé,[réf. incomplète]. Environ un quart des individus sevrés de l'alcool font l'expérience d'une anxiété ou d'une dépression persistante jusqu'à une durée de deux ans[réf. incomplète].
Comme l'alcool, les benzodiazépines sont des dépresseurs du système nerveux central. Elles augmentent le risque de développer une dépression. Ces traitements perturberaient l'équilibre biologique du cerveau, soit en diminuant par exemple les taux de sérotonine et de noradrénaline, soit en activant les voies médiées par le système immunitaire du cerveau. La prise chronique de benzodiazépines peut également causer ou aggraver une dépression,.
L'abus de méthamphétamine est également communément associé à la dépression.

### Psychologie
De nombreux aspects de la personnalité et de son développement semblent avoir une partie intégrante dans la façon dont la dépression apparaît et persiste, principalement neuroticisme, mais aussi une attitude pessimiste étant un précurseur commun. Les épisodes dépressifs sont fortement liés aux évènements négatifs de vie, mais les capacités qu'a la personne à faire face à un évènement sont aussi très importantes pour s'y adapter (résilience). Une faible estime de soi et des pensées pessimistes, négatives ou d'impuissance sont liées à la dépression. La dépression est moins répandue, et plus facilement guérissable, parmi les pratiquants d'une religion,,. Il n'est pas toujours évident de connaître quels facteurs peuvent causer la dépression et ou en être la conséquence, cependant, des individus atteints de dépression capables de changer positivement leur manière de penser retrouvent souvent une meilleure humeur et une meilleure confiance en eux.
Le psychiatre américain Aaron T. Beck, inspiré des travaux de George Kelly et Albert Ellis, a développé ce qui est désormais connu comme le modèle cognitif de la dépression au début des années 1960. Il propose trois concepts qui sous-tendent la dépression : une triade de pensées négatives composées d'erreurs cognitives sur soi, son univers et son avenir ; des schémas répétés de pensées négatives et une modification, une distorsion du traitement de l'information provenant de leur environnement. De ces trois principes, il a développé une technique structurée de thérapie cognitivo-comportementale (TCC). Selon le psychologue américain Martin Seligman, la dépression chez les humains est similaire à l'impuissance apprise chez les animaux de laboratoire, où ils se trouvent dans une situation déplaisante durant laquelle ils peuvent trouver une échappatoire, mais qu'ils n'y parviennent pas car ils ont appris à n'avoir aucun contrôle sur cette situation.
La théorie de l'attachement, développée par le psychiatre anglais John Bowlby dans les années 1960, propose une relation entre le trouble dépressif à l'âge adulte et la qualité du lien entre l'enfant et le parent. Il pense en particulier que « l'expérience d'une perte, d'une séparation ou d'un rejet du parent (qui renvoie le message d'un enfant mal-aimé) peuvent, dans tous les cas, mener à des modèles internes d'insécurité… Des représentations internes cognitives d'un enfant mal-aimé et des figures d'attachement impossibles à aimer ou indignes de confiance font partie de la triade cognitive de Beck. » Tandis qu'un grand nombre d'études confirment les principes fondamentaux de la théorie de l'attachement, les recherches ne peuvent pas conclure qu'il existe un lien entre l'attachement affectif précoce et la dépression à l'âge adulte.
Les individus dépressifs s'en prennent souvent à eux-mêmes à la suite d'événements négatifs qu'ils ont vécus et, comme démontré dans une étude en 1993 sur des adolescents dépressifs hospitalisés, ceux qui s'en veulent d'une manière négative n'espèrent pas vivre un futur événement positif. Cette tendance est caractéristique d'une attribution dépressive ou d'un état d'esprit pessimiste. Selon Albert Bandura, un psychosociologue canadien, associé avec la théorie sociale cognitive, les individus dépressifs se sous-estiment, à la suite d'expériences d'échec, d'observation des faiblesses des modèles sociaux, se basant sur un manque de persuasion sociale qu'ils ne peuvent affronter et leur propre état somatique et émotionnel impliquant la tension et le stress. Cela peut négativement influencer l'image de soi et provoquer un manque d'efficacité personnelle. De ce fait, ils pensent n'avoir aucune influence sur les événements ou leur projet de vie.
Des tests de dépression chez les femmes indiquent que des facteurs de vulnérabilité — comme la perte précoce d'un proche, un manque de relation fondée sur la confiance, la charge de plusieurs jeunes enfants à la maison, et le chômage — peuvent s'associer à d'autres facteurs stressants et augmenter le risque de développer une dépression. Pour les individus plus âgés, les facteurs sont souvent liés à des problèmes de santé, des changements de statut relationnels entre époux liés à l'éducation des enfants et du décès d'un proche, ou le changement de relation avec des amis causé par des événements.
La connaissance fondée sur la dépression a également été interprétée par les branches psychanalytiques et humanistes de la psychologie. Selon le point de vue psychanalytique du neurologue et psychanalyste autrichien Sigmund Freud, la dépression, ou « mélancolie », peut être liée à une perte interpersonnelle, et aux premières expériences de la vie. Des thérapeutes existentiels ont associé la dépression à un manque de signification dans le présent et dans l'avenir,. Le fondateur de l'approche humaniste et psychologue américain Abraham Maslow suggère que la dépression peut survenir chez les individus incapables de combler leurs besoins ou de s'auto-développer (pour prouver pleinement leur potentiel),.

### Social et environnemental
La précarité et l'isolement social sont associés à un risque élevé de problèmes de santé mentale en général. La maltraitance sur mineur (abus physique, émotionnel, sexuel ou négligence) est également associée à un risque élevé de développer une dépression durant l'âge adulte. Durant les premières années de sa vie, l'enfant apprend à devenir un être social. L'abus d'un enfant par un parent peut négativement interférer le développement de la personnalité et créer un plus grand risque de développer une dépression et autres pathologies psychiatriques. Des problèmes familiaux, comme une dépression parentale (notamment maternelle), un sérieux conflit parental ou divorce, le décès d'un parent ou autres dysfonctionnements dans la parentalité sont d'autres facteurs de risque. À l'âge adulte, des évènements stressants sont fortement associés au développement d'épisodes dépressifs. Dans ce contexte, des événements de la vie associés au rejet social apparaissent être particulièrement liés à la dépression,. Le fait qu'un premier épisode dépressif précède le plus souvent et immédiatement un événement stressant plutôt qu'un épisode récurrent se tient avec l'hypothèse que les sujets deviennent beaucoup plus sensibles aux changements de leur condition de vie après des récurrences de dépression successives,.
Le lien entre les événements stressants de la vie et l'aide sociale a été le sujet de nombreux débats. Le manque de support social accroît le risque de développer une dépression ou le manque de support social peut constituer une pression menant directement à la dépression. Il existe des preuves que des troubles dans le voisinage, par exemple, avec des problèmes de toxicomanie ou criminels, est un facteur de risque, tandis qu'un entourage au revenu aisé est un facteur protecteur. Des conditions de travail difficiles, en particulier chez les demandeurs d'emploi avec peu de possibilité de prendre des décisions pour eux-mêmes, sont associées à la dépression, bien que la diversité et le nombre de facteurs confondants soient importants, une relation causale est difficile à faire.
La dépression peut être causée par un préjugé. Elle survient lorsqu'un individu maintient une image négative et stéréotypée de lui-même. Cette stigmatisation peut être causée par l'appartenance à un groupe. Si quelqu'un, a des a priori sur un groupe et devient par la suite membre de ce groupe, ceci peut internaliser ces a priori et favoriser une dépression. Par exemple, un garçon qui grandit dans une culture dans laquelle il intègre l’a priori que les homosexuels sont immoraux, peut, une fois adulte, s'auto-stigmatiser s'il découvre qu'il est lui-même homosexuel. Des individus pourraient aussi internaliser des a priori, à la suite d'une auto-stigmatisation causée par une enfance avec des expériences négatives comme des abus physiques et verbaux.
Certaines relations ont été rapportées entre des sous-types spécifiques de dépression et des conditions climatiques. Ainsi, le risque de développer une dépression avec symptômes psychotiques augmenterait lorsque la pression barométrique est basse, tandis que le risque de mélancolie est augmentée lorsque la température et/ou la lumière du soleil sont faibles.
Du point de vue de l'alimentation, une corrélation a été trouvée entre la consommation plus fréquente de fast-food et l'incidence de dépression. La consommation fréquente de produits sucrés et de viandes transformées pourrait être un facteur de risque. À l'inverse, le régime méditerranéen aurait un effet protecteur.
Sur une période de neuf ans, des chercheurs ont suivi un total de 287 282 participants de la UK Biobank (une importante base de données biomédicale et ressource de recherche), parmi lesquels 12 916 souffraient de dépression. Au cours de cette période, les chercheurs ont identifié sept facteurs liés à un mode de vie sain qui étaient associés à un risque plus faible de dépression. Ces facteurs sont par ordre d'importance décroissant de bonnes habitudes de sommeil, des interactions sociales fréquentes, l'absence de tabagisme, une activité physique régulière, la réduction de la sédentarité, la modération de la consommation d'alcool et une alimentation équilibrée. Les chercheurs ont constaté que adopter un mode de vie sain réduisait la probabilité de dépression chez tout le monde, indépendamment de leur prédisposition génétique à la dépression. Les personnes du groupe adoptant un mode de vie favorable avaient 57 % moins de risques.

### Nutrition
Une alimentation déséquilibrée peut favoriser l'inflammation, qui à son tour peut atteindre le cerveau et perturber le fonctionnement des neurotransmetteurs impliqués dans la régulation de l'humeur, comme la sérotonine, la dopamine et le glutamate, contribuant ainsi à la dépression. L'inflammation peut également favoriser le stress oxydatif, un déséquilibre entre la production de radicaux libres et les mécanismes de défense antioxydants, qui peut endommager les neurones et les neurotransmetteurs, selon une méta-analyse qui montre le lien entre un stress oxydatif élevé et la dépression. Une autre méta-analyse a prouvé qu'un indice d'inflammation alimentaire plus faible est associé à un risque réduit de dépression. Alors, le fait d’adhérer à une alimentation saine et équilibrée, et d’éviter un régime pro-inflammatoire peut prévenir la dépression. Comme les aliments anti-inflammatoires riche en en fibres, fruits et légumes, en céréales complètes, et en poissons gras (riches en oméga-3) qui aident à réduire l'inflammation.

## Diagnostic
Son diagnostic est clinique.

### Symptomatologie
La dépression est un état handicapant qui peut défavorablement affecter la famille, la scolarité, le travail, le sommeil, l'alimentation et la santé en général. Son impact sur le fonctionnement et le bien-être est comparé à celui des conditions cliniques chroniques comme le diabète.
Un individu souffrant d'un épisode dépressif majeur montre habituellement une très forte baisse de moral, ce qui affecte négativement son point de vue sur tout son environnement, et une incapacité à prendre du plaisir lors d'activités qu'il considérait auparavant agréables. Les individus atteints de dépression peuvent ruminer ou être préoccupés par des pensées ou sentiments d'impuissance, d'inutilité, de regret ou culpabilité, de désespoir et de haine envers eux-mêmes. Dans certains cas plus graves, ils peuvent également être victimes de psychose. Ces symptômes incluent la paranoïa, des délires ou, moins communément, des hallucinations, habituellement désagréables. D'autres symptômes de la dépression peuvent inclure des difficultés à se concentrer et à retenir des informations (en particulier chez les patients souffrant de symptômes psychotiques ou mélancoliques), un retrait d'activités familiales ou sociales, une libido réduite, et des pensées de mort ou de suicide. L'insomnie est fréquente chez les individus dépressifs. Habituellement, ils se réveillent tôt sans réussir à se rendormir par la suite. L'insomnie affecte au moins 80 % des individus dépressifs. L'hypersomnie, ou excès de sommeil, peut également survenir. Certains antidépresseurs peuvent favoriser l'insomnie à cause de leurs effets stimulants. Plus généralement, une clinophilie est associée à la sédentarité et au manque d'exercice physique.
Un individu souffrant de dépression peut montrer des signes non psychiatriques comme des maux de tête ou des problèmes de digestion. Les problèmes physiques sont les problèmes les plus répandus dans les pays en voie de développement, selon les critères de l'Organisation mondiale de la santé. L'appétit diminue souvent, causant une perte de poids, mais dans certains cas l'appétit peut augmenter et causer alors une prise de poids importante. L'entourage du patient peut remarquer chez ce dernier un comportement actif ou léthargique. Des individus dépressifs plus âgés peuvent montrer des symptômes cognitifs comme une perte significative de la mémoire et une très grande lenteur dans les mouvements. La dépression est également présente chez les personnes âgées souffrant de symptômes physiques, comme ceux de l'accident vasculaire cérébral ou autres maladies cardiovasculaires, la maladie de Parkinson et la bronchopneumopathie chronique obstructive.
Les enfants dépressifs démontrent de l'irritabilité plutôt qu'une humeur dépressive, et les symptômes varient grandement selon l'âge et la situation. La plupart d'entre eux perdent tout intérêt dans leur scolarité et voient un déclin de leurs résultats scolaires. Ils peuvent être décrits comme trop dépendants, exigeants ou agressifs. Le diagnostic peut se faire tardivement, ou ne pas se faire, lorsque ces symptômes sont interprétés comme normaux. La dépression peut coexister avec le trouble du déficit de l'attention avec ou sans hyperactivité, compliquant ainsi le diagnostic et le traitement de ces deux troubles[réf. incomplète].

### Évaluation clinique
Un diagnostic peut être effectué par un psychiatre ou un médecin généraliste qui recueille l'état actuel du patient, sa vie personnelle et familiale, ainsi que ses symptômes actuels. L'objectif clinique général est de déterminer les facteurs biologiques, psychologiques et sociaux qui peuvent déterminer l'humeur de l'individu. L'évaluateur peut aussi discuter les moyens que la personne utilise pour réguler son humeur (sains ou non) comme la consommation d'alcool ou d'autres drogues. L'évaluation peut également comporter un examen de l'état mental (en), évaluant l'humeur et la pensée actuelles de l'individu, en particulier la présence de sentiments de désespoir ou de pessimisme, d'automutilation ou de suicide et une absence de but ou projets positifs. Les professionnels de la santé mentale sont beaucoup moins présents dans les zones rurales. Par conséquent, le diagnostic et les soins sont prodigués par des médecins traitants. Ce problème est également plus marqué dans les pays en voie de développement. L'examen psychologique peut inclure des échelles cliniques comme l'échelle de dépression de Hamilton ou l'inventaire de dépression de Beck. Le résultat de l'échelle comme seul diagnostic est insuffisant selon les manuels du DSM et de la CIM, mais il fournit une indication de la sévérité des symptômes durant une période définie, ce qui fait que, lorsqu'un patient atteint un score plus élevé que la normale, ce dernier peut être évalué plus en détail dans le cadre du diagnostic dépressif. De nombreuses échelles cliniques sont créées dans ce but[réf. incomplète]. Des programmes de dépistage sont proposés pour la prévention de la dépression, les preuves ne montrent pas qu'ils améliorent la détection, le traitement ou l'évolution de la dépression[réf. incomplète].
Il ne faut pas confondre sévérité et gravité de la dépression : la sévérité de la dépression dépend de critères cliniques (en fonction du nombre de critères et de l'intensité de chaque critère cela donne un score de sévérité : léger, modéré, sévère), et en fonction de la présence de certains critères cela rajoute une dimension (psychotique, catatonique, mélancolique, atypique, etc.) mais cela ne reflète pas forcément la gravité. C'est contre-intuitif mais une dépression "modérée" peut être grave, car ce qui va faire la gravité c'est le retentissement du trouble : arrêt de travail, suicide, ruptures relationnelles, etc. Ainsi une dépression modérée qui aboutit à un suicide va être très grave et une dépression légère qui entraine des difficultés relationnelles telles que le patient va se couper de son entourage va être grave.
Les médecins traitants et autres professionnels non spécialisés dans le domaine psychologique peuvent avoir des difficultés à diagnostiquer une dépression, car ils sont entraînés à reconnaître en premier lieu les symptômes physiques et la dépression peut causer un bon nombre de symptômes physiques (psychosomatiques). Ces médecins font deux fois sur trois un mauvais diagnostic et traitent d'autres patients sans qu'il y en ait nécessité,.

### Examens complémentaires
Des plaintes cognitives apparaissent chez les patients âgés dépressifs, mais elles peuvent aussi favoriser le développement d'une démence, comme la maladie d'Alzheimer,. Des tests cognitifs et une imagerie cérébrale peut aider à distinguer la dépression d'une démence. En général, les recherches ne sont pas répétées pour des épisodes suivants sauf si indication médicale.
Il n'existe aucun test de confirmation biologique de la dépression. Des recherches sur les biomarqueurs de la dépression ont été effectuées pour fournir une méthode objective de diagnostic. Il existe plusieurs biomarqueurs potentiels, notamment le facteur neurotrophique dérivé du cerveau (FNDC, BDNF en anglais), en plus de techniques variées d'IRM fonctionnelle. Une étude a développé un arbre décisionnel pour interpréter une série d'IRM fonctionnelles pendant des activités différentes. Chez leurs sujets, les auteurs de l'étude ont été capables d'atteindre une sensibilité de 80 % et une sensibilité de 87 %, ce qui correspond à une valeur prédictive négative de 98 % et une valeur prédictive positive de 32 % (des rapports de vraisemblance positifs et négatifs de 6,15 et de 0,23 respectivement). Cependant, d'autres recherches sont nécessaires pour l'utilisation de ces tests en clinique.

### Critères et classification
Les critères les plus utilisés dans le diagnostic de la dépression majeure peuvent être trouvés dans la cinquième édition du Manuel diagnostique et statistique des troubles mentaux (DSM-5) édité par l'Association américaine de psychiatrie, et dans la Classification internationale des maladies (CIM-10) édité par l'Organisation mondiale de la santé.
Ils utilisent le terme d'« épisode dépressif » pour un simple épisode, et de « trouble dépressif récurrent » pour des épisodes répétés[réf. incomplète]. La première classification est utilisée aux États-Unis ainsi que dans d'autres pays non européens, et la deuxième classification est utilisée dans les pays européens. Les auteurs se sont penchés sur des critères communs dans les deux classifications.
Le DSM-5 et la CIM-10 identifient des symptômes dépressifs typiques (principaux). La CIM-10 définit trois symptômes dépressifs (humeur triste, anhédonie et baisse d'énergie), dont deux doivent être présents pour diagnostiquer un trouble dépressif. Selon le DSM-5, il existe deux principaux symptômes de la dépression — humeur triste et anhédonie. Au moins l'un de ces symptômes doit être présent pour diagnostiquer un trouble dépressif.
La dépression est classifiée en tant que trouble de l'humeur dans le DSM-5. Le diagnostic dépend de la présence d'un ou plusieurs épisodes dépressifs. D'autres termes sont utilisés pour classifier à la fois l'épisode et l'évolution de la maladie. La catégorie du trouble dépressif non autrement spécifié est diagnostiqué si la manifestation de l'épisode dépressif ne rencontre aucun critère décrivant un épisode dépressif majeur.
La classification de la CIM-10 n'utilise pas le terme de « trouble dépressif majeur », mais liste un critère très similaire pour le diagnostic d'un épisode dépressif (léger, modéré, sévère). Le terme de « récurrent » s'ajoute lorsqu'il y a déjà eu de multiples épisodes sans épisode maniaque qui serait alors en faveur d'un trouble bipolaire.

#### Épisode dépressif majeur
Un épisode dépressif majeur (appelé actuellement "caractérisé") se caractérise par la présence d'une humeur très triste persistant pendant au moins deux semaines. Les épisodes peuvent être isolés ou répétés et caractérisés selon leur intensité : légers (peu de symptômes pour atteindre le critère minimum), modérés ou sévères (affectant le fonctionnement social et de l'occupation). Un épisode accompagné de caractéristiques psychotiques — habituellement désigné sous le terme de « dépression psychotique » — est automatiquement classifié comme sévère. Si le patient possède des antécédents d'épisodes maniaques ou d'humeur anormalement élevée (hypomaniaques), le diagnostic d'un trouble bipolaire est effectué à la place. La dépression sans tendance maniaque est souvent désignée sous le terme d'« unipolaire » car l'humeur se stabilise en un seul état émotionnel ou « pôle » émotionnel.
Le DSM-5 exclut les cas dans lesquels les symptômes impliquent le décès d'un proche, bien qu'un épisode avec symptômes dépressifs et tristesse persistante puisse suivre après le deuil. Ce critère a fait débat car il ne prend en compte aucun autre aspect de contexte personnel ou social dans lequel la dépression peut survenir. En outre, certaines études trouvent peu de confirmation empirique sur les critères délimités du DSM-IV et indiquent qu'il s'agit plutôt d'un diagnostic consensuel posé sur un continuum de symptômes dépressifs d'une durée et sévérité variées : il exclut des diagnostics proches, comme la dysthymie qui implique un trouble de l'humeur chronique mais moins sévère, la dépression brève récurrente, impliquant des épisodes dépressifs répétés mais brefs,, le trouble dépressif mineur, dans lequel uniquement quelques symptômes de la dépression sont présents et le trouble de l'adaptation avec humeur dépressive qui comprend une baisse du moral en réponse à un événement stressant.

#### Sous-types
Le DSM-5 reconnaît davantage cinq sous-types de la dépression appelés « déterminants », en fonction de leur durée, leur sévérité et également la présence de symptômes psychotiques :
- La mélancolie est caractérisée par une perte de plaisir dans (presque) toutes les activités, une incapacité à réagir aux stimuli liés au plaisir, une baisse d'humeur plus marquée que lors d'un deuil ou la perte d'un proche, une aggravation des symptômes dans la matinée, un réveil de bonne heure, un retard psychomoteur, une perte excessive de poids (à ne pas confondre avec l'anorexie) ou un sentiment excessif de culpabilité[154].
- La dépression atypique est caractérisée par une humeur réactive (anhédonie paradoxale) et positive, un gain de poids important ou un appétit plus prononcé (plaisir de manger), un sommeil excessif ou hypersomnie, une sensation de lourdeur dans certaines parties du corps et une mauvaise adaptation sociale marquée par une hypersensibilité au rejet interpersonnel[155].
- La dépression catatonique est une forme rare et grave de dépression impliquant des troubles dans le comportement moteur et d'autres symptômes. Dans ce cas, le patient est muet, voire léthargique, peut rester immobile ou faire des mouvements étranges et sans but. Les symptômes catatoniques surviennent également chez les patients schizophrènes, lors d'épisodes maniaques, ou peuvent être causés par le syndrome malin des neuroleptiques[156]. Une cause non psychiatrique doit être éliminée en priorité.
- La dépression post-partum, ou trouble mental et du comportement léger associé à la grossesse non classé ailleurs[157][réf. incomplète], désigne une intense dépression, soutenue et souvent handicapante, qui survient chez les jeunes mères après avoir donné naissance. L'incidence de la dépression post-partum s'élève entre 10 et 15 % chez les jeunes mères. Le DSM-5 note que pour diagnostiquer la dépression post-partum, les symptômes surviennent dans le mois après la naissance. Il est possible que la dépression post-partum puisse durer plus de trois mois[158].
- La dépression saisonnière est une forme de dépression durant laquelle des épisodes dépressifs surviennent à l'arrivée de l'automne ou de l'hiver et disparaissent à l'arrivée du printemps. Le diagnostic ne peut être posé que lorsqu'au moins deux épisodes sont survenus pendant les deux mois les plus froids de l'année mais aucun épisode pendant les autres mois de l'année, ceci pendant une période de deux ans ou plus[159].

### Diagnostic différentiel
Pour confirmer le diagnostic de la dépression, d'autres diagnostics potentiels doivent être pris en compte, comme la dysthymie, le trouble de l'adaptation avec humeur dépressive, ou le trouble bipolaire. La dysthymie est un trouble de l'humeur léger et chronique durant lequel le patient montre presque quotidiennement une baisse d'humeur pendant au moins une durée de deux ans. Les symptômes ne sont pas aussi importants que ceux de la dépression, bien que les patients diagnostiqués de dysthymie soient sensibles à une seconde dépression (ce qui est souvent nommé « double dépression »). Le trouble de l'adaptation avec humeur dépressive est un trouble de l'humeur, caractérisé par une réponse à un événement identifiable ou stressant, dans lequel les symptômes comportementaux et émotionnels sont significatifs mais qui ne rencontrent pas le critère de la dépression. Le trouble bipolaire, également désigné sous le terme de « trouble maniaco-dépressif », est une maladie durant laquelle les phases dépressives alternent avec des périodes de manie ou d'hypomanie. La dépression étant catégorisée en tant que trouble à part, des débats se déroulent encore sur l'expérience de symptômes hypomaniaques chez les patients dépressifs, indiquant un continuum dans les troubles de l'humeur.
D'autres troubles doivent également être pris en compte pendant le diagnostic de la dépression. Ceux-ci impliquent une humeur dépressive causée par d'autres maladies non psychiatriques, la prise de médicaments ou de substances favorisant la baisse d'humeur. La dépression liée par une maladie non psychiatrique est caractérisée comme trouble de l'humeur pour cause de condition médicale générale. Cette condition est déterminée par l'histoire de la maladie, grâce à des tests cliniques et examens physiques. Lorsque la dépression est causée par l'ingestion de drogues, de médicaments ou par l'exposition à une toxine, elle est diagnostiquée en tant que trouble de l'humeur induit par une substance. Dans ce cas, la substance est la cause du trouble de l'humeur. Par ailleurs, au décours de l'arrêt de certains traitements antidépresseurs, la réapparition de la maladie peut être confondue avec le syndrome d'arrêt des antidépresseurs qui a des symptômes ressemblants.

## Comorbidités
La dépression est fréquemment présente dans de nombreux problèmes psychiatriques. Les résultats du National Comorbidity Survey (en) (1990-1992) rapportent que 51 % des individus dépressifs souffriraient d'anxiété durant toute leur vie. Les symptômes anxieux peuvent avoir un impact sur le trouble dépressif, causer une guérison tardive, une augmentation du risque de rechute, ainsi qu'un plus grand handicap, et des risques élevés de suicide. Il existe un lien entre le stress, l'anxiété et la dépression qui peut être mesuré et démontré biologiquement. Il existe un risque élevé d'abus substantiel et d'alcoolo-dépendance, et environ un tiers des individus diagnostiqués de trouble du déficit de l'attention avec ou sans hyperactivité développent une dépression comorbide. La dépression est aussi fréquemment retrouvée chez les individus souffrant de trouble de stress post-traumatique.
La dépression accompagne souvent les douleurs physiques intenses. Un ou plusieurs symptômes douloureux surviennent à 65 % chez les patients dépressifs, et environ 85 % des patients victimes de douleurs souffrent de dépression. La prévalence est plus faible en médecine générale qu'en pratique spécialisée. Le diagnostic de la dépression est souvent inexistant ou tardivement effectué, et la dépression peut s'aggraver avec le temps. Elle peut également s'aggraver lorsque les symptômes dépressifs sont incorrectement traités.
La dépression est associée à un risque élevé de maladie cardiovasculaire, indépendamment d'autres facteurs de risques, et directement, ou indirectement, liée à des facteurs de risques comme le tabagisme et l'obésité. Les individus souffrant de dépression suivent plus rarement un traitement médical pour prévenir les troubles cardiovasculaires, ce qui augmente les risques d'en développer. Dans les soins qu'il prodigue, un cardiologue peut ne pas reconnaître la dépression comme une cause compliquant un problème cardiovasculaire.
La dépression peut causer des dysfonctions cognitives qui peuvent perdurer même après guérison.
En psycho-oncologie adulte, on estime qu'environ 15 à 25 % des patients qui ont reçu un diagnostic de cancer souffrent de dépression. Les raisons en sont multiples, mais la douleur augmente les risques d'épisodes dépressifs.

## Pronostic
Seul un petit pourcentage de patients non traités voient leurs symptômes de dépression s'améliorer spontanément. Ainsi, des patients non hospitalisés sur liste d'attente montrent une réduction de 10 à 15 % des symptômes en quelques mois, avec environ 20 % qui n'entrent plus dans les critères d'un épisode dépressif. La durée moyenne d'un épisode est estimée à 23 semaines, avec une plus grande chance de guérison dans les 3 mois.
Des études montrent que 80 % des patients souffrant d'un premier épisode dépressif majeur seront une nouvelle fois atteints d'au moins un épisode de plus dans leur vie, avec une moyenne de quatre épisodes dans leur vie. D'autres études de population indiquent qu'environ la moitié de ceux ayant souffert d'un épisode (traité ou non) récupèrent et guérissent bien, tandis que l'autre moitié d'entre eux seront atteint d'au moins un autre épisode, dont environ 15 % feront l'expérience d'une récurrence chronique. Des études accueillant des patients hospitalisés suggèrent une chance réduite de guérison et un plus grand risque de chronicité, tandis que des études sur la plupart des patients non hospitalisés montrent qu'environ tous guérissent, avec une durée moyenne d'un épisode de 11 mois. Environ 90 % des patients souffrant de dépression sévère ou psychotique, dont la plupart rencontrant des critères d'autres troubles mentaux, font l'expérience d'une rechute,.
Le risque de rechute s'accroît lorsque les traitements ne parviennent pas à guérir totalement les symptômes. Des prescriptions d'antidépresseurs sont recommandées quatre à six mois après guérison pour éviter toute rechute. Une étude par essai randomisé contrôlé indique que la prise continue d'antidépresseurs après guérison peut réduire les risques de rechute à 70 % (41 % par placebo contre 18 % par antidépresseur). L'effet préventif dure probablement pendant au moins les 36 premiers mois après utilisation.
Les individus souffrant d'épisodes répétés de dépression requièrent un traitement à long-terme pour éviter les risques de développer une dépression plus longue et plus sévère. Dans certains cas, les individus se doivent de prendre leur traitement pendant un long moment ou pour le reste de leur vie. Les cas dans lesquels les chances de guérison sont réduites sont associés à un traitement non adapté, des symptômes initiaux sévères qui peuvent impliquer psychose, un développement précoce des symptômes, des antécédents d'épisodes, une guérison partielle après un an, un trouble médical ou mental préexistant, voire également des problèmes familiaux.
Les individus dépressifs ont une espérance de vie raccourcie par rapport aux individus non dépressifs, en partie à cause du risque élevé de décès par suicide. Cependant, le risque de mortalité élevé des individus dépressifs peut impliquer d'autres causes, dont la susceptibilité de développer d'autres conditions médicales comme les maladies cardiovasculaires. Plus de 60 % des suicides impliquaient des troubles de l'humeur, dont la dépression, et le risque est particulièrement élevé chez un individu marqué par le désespoir ou souffrant à la fois de trouble de la personnalité borderline et de dépression. Aux États-Unis, le taux de suicide associé au diagnostic de dépression est estimé à 3,4 %, avec un risque plus élevé chez les hommes (7 %) que chez les femmes (1 %) (bien que les tentatives de suicide soient plus fréquentes chez les femmes).
La dépression est souvent associée au chômage et à la précarité. La dépression est actuellement[Quand ?] la cause principale de maladies liées au statut socio-économique en Amérique du Nord et dans d'autres pays à hauts revenus, et la quatrième cause principale mondiale. En 2030, elle semblera être la seconde cause principale mondiale après le SIDA, selon l'Organisation mondiale de la santé.

## Prévention
Des interventions comportementales, comme la thérapie interpersonnelle et la psychothérapie cognitivo-comportementale, sont efficaces dans la prévention d'une dépression,,. De telles interventions, qui semblent être efficaces lorsqu'elles sont effectuées individuellement ou en petit groupe, pourraient atteindre un niveau d'audience plus important sur Internet.
Cependant, une méta-analyse plus ancienne démontre que les programmes préventifs, avec un programme qui améliore les compétences, est plus efficace qu'un programme généralement orienté sur les comportements, et montre que ces derniers n'apportaient aucune aide chez les personnes âgées, pour lesquelles seulement une aide sociale était bénéfique. Par ailleurs, les programmes de prévention les plus efficaces contre la dépression comprenant plus de huit sessions, chacune d'une durée comprise entre 60  et   90 minutes, et un groupe composé à la fois de travailleurs professionnels et non professionnels, montraient un impact plus bénéfique.
Le système de soin mental néerlandais met en avant des interventions préventives comme le programme de « Lutte contre la Dépression » pour les patients atteints de dépression mineure. Cette intervention psycho-éducative prouverait son efficacité en tant que traitement et dans la prévention de la dépression (aussi bien pour son adaptabilité que pour son accessibilité), avec une réduction de 38 % dans le développement d'une dépression majeure et une efficacité comparable à celle des psychothérapies,[réf. incomplète]. Des efforts de prévention pourraient entraîner une diminution du risque de développer une dépression de 22 à 38 %. Une intervention par étape (surveillance active, psychothérapie cognitivo-comportementale (PCC) et prise médicamenteuse pour certains) diminuerait de 50 % le risque d'incidence chez les patients âgés de 75 ans ou plus. Une étude sur la dépression montre un effet neutre comparé à l'éducation personnelle, sociale, et à la santé et a inclus un commentaire sur le potentiel d'augmenter les scores de dépression à partir des personnes qui ont reçu une thérapie cognitivo-comportementale causé par une plus grande détection et auto-reconnaissance des symptômes existants de dépression et spécialement des styles de pensée négative[pas clair]. Une autre étude montre également un effet neutre.

## Traitement
Le traitement du trouble dépressif repose sur plusieurs méthodes à aborder parallèlement, un traitement médicamenteux à partir d'antidépresseurs, une psychothérapie et une aide psychosociale. Pour les formes résistantes, l'électroconvulsivothérapie peut être nécessaire.
La psychothérapie est le traitement de choix pour les patients de moins de 18 ans. L'hospitalisation peut être nécessaire dans certains cas aigus : s'il y a auto-négligence, risque significatif de se blesser ou de blesser autrui ou lors d'une crise suicidaire. La durée du trouble varie beaucoup, pouvant aller d'un épisode qui se résout en une semaine à une succession d'épisodes dépressifs majeurs pouvant durer sur des années. Le traitement médicamenteux peut être orienté sur le traitement de troubles associés, par exemple des troubles du sommeil ou l'anxiété. Le traitement doit être le plus individualisé possible en fonction des besoins du patient. La correction du taux de testostérone apporterait un effet bénéfique sur le traitement de la dépression.
De plus, de nouvelles approches mènent vers des traitements spécialisés en fonction des rythmes circadiens des patients. Ce traitement, dit chronothérapie, cherche à traiter les symptômes de la dépression en prenant en compte l'horloge corporelle des patients,.

### Psychothérapie
La psychothérapie peut être effectuée individuellement, en groupe ou en famille, par un professionnel de la santé mentale incluant psychothérapeute, psychiatre et psychologue. Avec des formes plus chroniques et complexes de dépression, un mélange de médicaments et de thérapies peut s'effectuer,.
La psychothérapie cognitivo-comportementale (TCC) est un traitement ayant montré son efficacité sur la dépression chez les enfants et adolescents. Les TCC et les thérapies interpersonnelles (TIP) sont des thérapies principalement effectuées chez les adolescents. Chez les patients âgés de moins de 18 ans, selon la National Institute for Health and Clinical Excellence (en), la prise d'un médicament doit être effectuée conjointement avec une thérapie psychologique comme la TCC, la thérapie interpersonnelle et la thérapie familiale. Elle obtiendrait des résultats équivalents à ceux des antidépresseurs de deuxième génération.
La psychothérapie se révèle efficace chez les individus plus âgés,. Une psychothérapie bien effectuée peut réduire considérablement la récurrence de la dépression même après qu'elle soit terminée ou remplacée par des séances de rappel.
La forme de psychothérapie la plus étudiée pour la dépression est la TCC qui apprend aux patients les moyens de lutter contre les pensées (cognitions) négatives et persistantes pour ainsi changer les comportements contre-productifs. Une recherche effectuée au milieu des années 1990 explique que les TCC pourraient être aussi efficaces, voire plus efficaces, que les antidépresseurs chez les patients souffrant de dépression modérée à sévère,. Les TCC peuvent se révéler efficaces chez les adolescents dépressifs, bien que son efficacité sur des épisodes sévères de dépression reste à prouver. Plusieurs facteurs prédisent le succès des TCC chez les adolescents : haut niveau de pensées positives, sentiments d'échec diminués, pensées négatives et distordues diminuées. Les TCC sont également efficaces dans la prévention contre les rechutes,. Plusieurs variantes de psychothérapies cognitivo-comportementales ont été utilisées chez les patients dépressifs, les plus notables étant la thérapie rationnelle-émotive et plus récemment[Quand ?] la thérapie cognitive s'appuyant sur la pleine conscience.
La psychanalyse, fondée par Sigmund Freud, s'appuie sur la résolution des conflits mentaux inconscients. Des techniques psychanalytiques sont utilisées par certains praticiens pour soigner les patients atteints de dépression. Une autre technique plus pratiquée et éclectique, appelée la psychothérapie psychodynamique, s'appuie sur la psychanalyse, mais principalement sur les causes sociales et interpersonnelles. Dans une méta-analyse d'essais contrôlés de psychothérapie courte psychodynamique et de soutien, l'amélioration s'est avérée aussi efficace que la prise médicamenteuse pour la dépression légère à modérée.
La logothérapie, une forme de psychothérapie existentielle développée par le psychiatre autrichien Viktor Frankl, se fonde sur le vide existentiel associé à des sentiments de futilité et d'insignifiance. Il est indiqué que ce type de psychothérapie se révélerait plus efficace chez les adolescents plus âgés.

### Médicaments et alimentation

#### Antidépresseurs

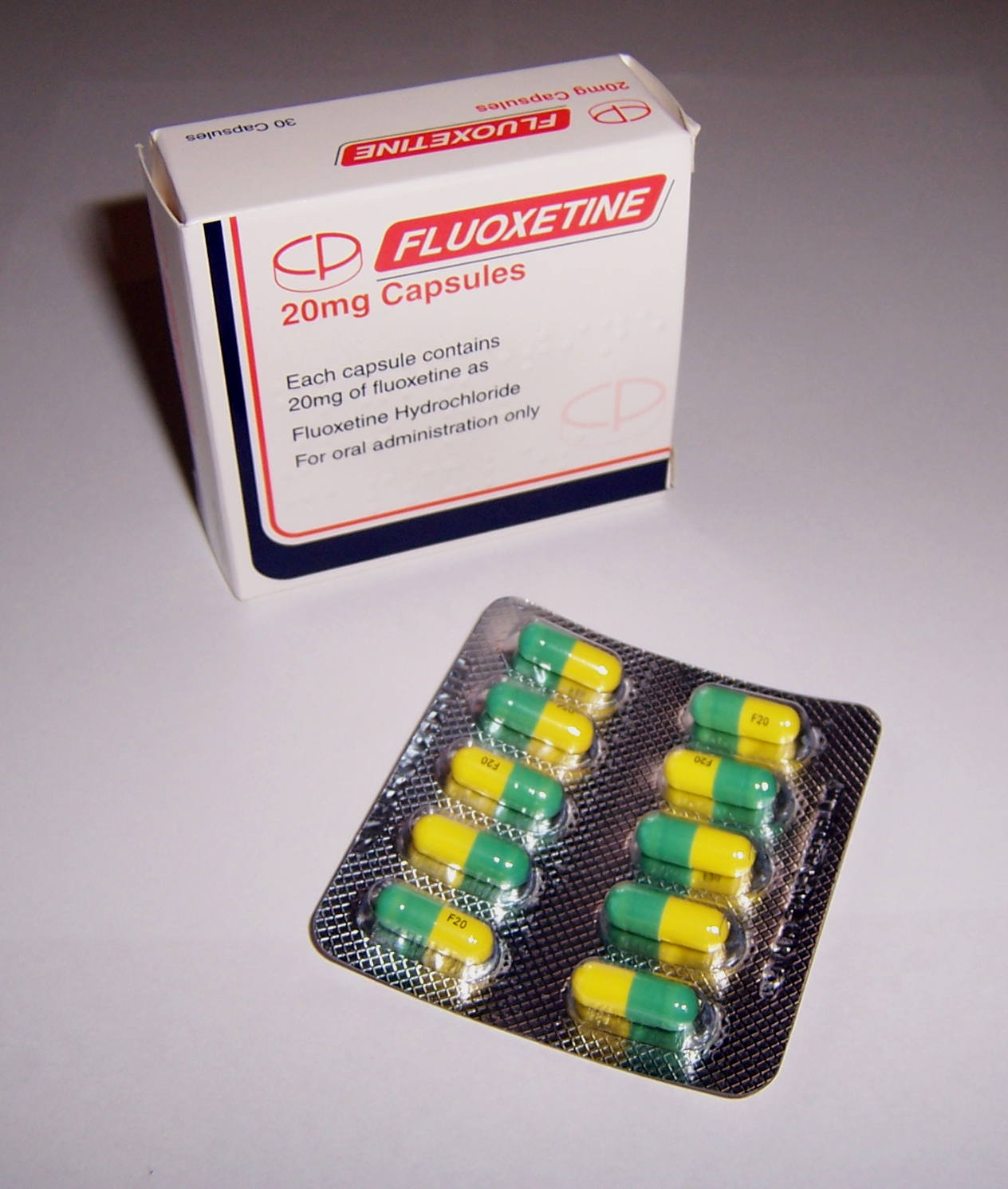
Exemple de conditionnement de fluoxétine, un antidépresseur de la classe des inhibiteurs de recapture de la sérotonine.

La pharmacologie (mécanisme d'action) des antidépresseurs est fondée sur l'hypothèse d'un déséquilibre chimique en monoamines. La plupart des traitements aux antidépresseurs augmentent les taux d'une ou de plusieurs monoamines : la sérotonine, la noradrénaline et la dopamine dans la fente synaptique localisée entre les neurones. Certains traitements agissent directement sur les récepteurs des monoamines. Certains antidépresseurs augmentent les niveaux de noradrénaline, tandis que d'autres augmentent les niveaux de dopamine.
L'effet des antidépresseurs s'avère nul à minimal, en moyenne, comparé à celui du placebo chez les patients atteints de dépression légère et modérée. L'effet est significatif chez les patients atteints de dépression sévère. Pour les dépressions sévères, l'effet est significativement supérieur à celui des placebos. Les effets des antidépresseurs sont légèrement supérieurs à ceux de la psychothérapie, en particulier dans les cas de dépression chronique majeure, bien que l'efficacité dans les essais mesurant l'effet à court terme, plus de patients -spécialement ceux qui ont une forme moins sévère de dépression - arrêtent le traitement médicamenteux que la psychothérapie. Ceci est probablement dû aux effets indésirables des médicaments et aux préférences des patients pour les psychothérapies plutôt que pour les traitements pharmacologiques,.
Dans le but de trouver l'antidépresseur le plus efficace avec le moins d'effets secondaires possibles, les dosages peuvent être ajustés et si nécessaire, l'association de différentes catégories d'antidépresseurs peut être essayée. Les taux de réponse au premier antidépresseur administré varient de 50 à 75 %. Les effets peuvent mettre 6  à   8 semaines à se manifester à partir du début du traitement jusqu'à la rémission (où le patient revient à son état normal). Le traitement peut cependant être administré pendant plus d'un an si recommandation. Le traitement antidépresseur est souvent continué pendant 16  à   20 semaines après la rémission pour diminuer le risque de rechute[réf. incomplète]. On recommande même un traitement pendant un an[réf. incomplète]. Les personnes avec une dépression chronique peuvent avoir besoin de prendre un traitement indéfiniment pour éviter une rechute.
Les inhibiteurs sélectifs de la recapture de la sérotonine (ISRS) sont les premières substances médicamenteuses prescrites car ils possèdent relativement peu d'effets secondaires et sont moins toxiques lors de surdosage (par intoxication médicamenteuse volontaire notamment). Les patients qui ne répondent pas aux ISRS peuvent avoir un autre antidépresseur et leur état s'améliore alors dans presque 50 % des cas. Une autre option est d'utiliser un antidépresseur atypique, le bupropion,[réf. incomplète],. La venlafaxine, un antidépresseur qui agit différemment, est modérément plus efficace que les ISRS. Cependant, la venlafaxine n'est pas un traitement recommandé en première intention en Angleterre car sa balance bénéfice risque semble défavorable. Ce traitement est déconseillé chez les enfants et les adolescents,. Pour les adolescents dépressifs, la fluoxétine et l'escitalopram sont deux choix recommandés. L'efficacité des antidépresseurs n'est pas démontrée chez les enfants. Il n'existe également aucune preuve concernant l'efficacité des antidépresseurs dans les dépressions compliquant une démence. Chaque antidépresseur peut entraîner une diminution du taux de sodium dans le sang (hyponatrémie). Cependant, cette diminution est plus souvent rapportée par ISRS. Il n'est pas rare que les ISRS causent ou aggravent une insomnie. L'antidépresseur mirtazapine peut être utilisé dans ces cas-là,.
Les inhibiteurs irréversibles de monoamine oxydase, une plus ancienne classe d'antidépresseurs, ne sont plus beaucoup utilisés car ils peuvent entraîner des intoxications dues à certains régimes alimentaires et interactions médicamenteuses. Ils sont encore rarement utilisés, bien que des traitements plus récents et plus efficaces de cette classe aient été développés. Le profil de sécurité est différent avec les inhibiteurs réversibles de la monoamine oxydase comme le moclobemide avec lequel l’interaction avec le régime alimentaire est négligeable et les restrictions alimentaires sont moins strictes.
Les termes de « dépression réfractaire » et « dépression résistante au traitement » sont utilisés pour décrire les cas qui ne répondent pas à une évolution habituelle d'au moins deux types d'antidépresseurs. Dans de nombreuses et importantes études, seulement environ 35 % des patients répondent bien au traitement médicamenteux. Il est difficile pour un médecin de déterminer chez un individu une dépression résistante aux traitements ou si le problème est lié à un autre trouble coexistant, fréquent parmi les patients souffrant de dépression majeure.
Une équipe de psychologues provenant de différentes universités américaines a montré que les traitements aux antidépresseurs ont un effet à peine supérieur à celui du placebo dans les cas de dépression légère à modérée. L'étude s'est concentrée sur la paroxétine et l'imipramine.
Chez les enfants, les adolescents et probablement les jeunes adultes entre 18  et   24 ans, il existe un risque plus élevé d'idéations et de comportement suicidaire quand ils sont traités par ISRS,,,,. Chez les adultes, il n'existe aucun moyen de savoir si les ISRS affectent les tendances suicidaires. Une étude montre qu'il n'y aurait aucun lien ; une autre montre une augmentation du risque ; et une troisième indique aucun risque chez les patients âgés entre 25  et   65 ans avec une diminution du risque chez les patients de plus de 65 ans. Des données épidémiologiques démontrent que la diffusion généralisée des antidépresseurs dans la « nouvelle ère des ISRS » est associée à une diminution significative des risques suicidaires dans la plupart des pays dont le taux de décès par suicide y est habituellement élevé. La causalité de cette relation est complètement incertaine. Une indication est appliquée en 2007 aux États-Unis sur les boîtes d'ISRS et autres antidépresseurs à cause de l'augmentation du risque de suicide chez les patients âgés de moins de 24 ans. De même, des notices ont été revues par le ministère japonais de la santé.
Le lithium semblerait diminuer et lutter contre les tendances suicidaires chez les patients atteints de trouble bipolaire ou de dépression unipolaire à un taux proche de ceux dans la population générale,.

#### Autres médicaments ou compléments alimentaires
Des données préliminaires montrent que les inhibiteurs COX-2 sélectifs auraient un effet bénéfique sur la dépression majeure.
Certains compléments d'huile de poisson qui contiennent des taux élevés d'acide eicosapentaénoïque et d'acide docosahexaénoïque (EPA et DHA, des oméga-3) pourraient être utiles dans la dépression majeure, mais d'autres méta-analyses de cette recherche concluent que les effets positifs pourraient être liés à un biais de publication. Les oméga-3 ont été mis en avant par plusieurs livres grand public comme traitement de la dépression, en particulier dans Guérir écrit par David Servan-Schreiber. La recherche ne permet pas de trancher sur les effets réels des oméga-3. Les effets d'une supplémentation en oméga-3 pourraient n'être liés qu'à la correction des carences dans les populations-cibles,.
Une supplémentation en vitamine D a été suspectée pouvoir être bénéfique mais cela n'a pas été confirmé. Les fabricants de compléments alimentaires mettent également en avant des compléments alimentaires contenant du 5-HTP, souvent extrait de griffonia.
De plus, un bon nombre d'études ont utilisé avec succès des protocoles de supplémentation en magnésium pour réduire les symptômes de dépression.
Dans certains pays, on prescrit communément des plantes ou extraits de plantes pour lutter contre la dépression, comme le millepertuis, la valériane, la passiflore, les échinacées, le tilleul, le pavot de Californie (Eschscholtzia).
Les preuves de l'efficacité du reiki et de la thérapie par le mouvement de la danse contre la dépression sont insuffisantes. Depuis 2019, le cannabis n'est pas spécifiquement recommandé comme traitement.
Selon une revue systématique et une méta-analyse en réseau, les probiotiques, comparés aux antidépresseurs et au placebo, pourraient être efficaces en tant que traitement d'appoint ou autonome.

#### Alimentation et hygiène de vie
Il est recommandé de pratiquer une activité physique régulière, d'éviter la consommation d'alcool et autres substances toxiques, de respecter son rythme nycthéméral, d'avoir une activité sociale régulière et poursuivre ses activités de loisirs.
Parallèlement aux facteurs de risque évoqués ci-dessus — fast-foods, produits sucrés, viandes transformées (voir paragraphe « Social et environnemental ») —, certaines études laissent penser qu'un régime alimentaire de type méditerranéen, ou bien la consommation élevée de fruits et légumes, pourrait avoir un effet protecteur,,. Le sucre modifie les réponses au stress, augmentent l'anxiété et la dépression. D'autres produits pourraient avoir un effet légèrement protecteur, comme le café (la caféine), les aliments fermentés (choucroute ou miso par exemple), la consommation d'omega-3. Également, le jeûne pourrait avoir un effet bénéfique sur les symptômes de dépression.
La pratique d'exercices physiques d'intensité légère, moyenne ou forte pourrait avoir un effet bénéfique,,. L'exposition au soleil aurait un effet à travers une production de sérotonine et de mélatonine plus proches des niveaux naturels, et un effet indirect grâce à un meilleur sommeil.

### Thérapie psychédélique
Depuis la fin des années 2010, la thérapie psychédélique, qui combine la psychothérapie et l'utilisation de substances psychédéliques, est étudiée dans le monde médical occidental, notamment aux États-Unis et au Canada.
Le traitement de la dépression par la psychothérapie assistée par la psilocybine est notamment étudié aux États-Unis depuis 2017,. En 2018 la Food and Drug Administration a accordé la désignation de Breakthrough Therapy pour la thérapie assistée par la psilocybine pour la dépression résistante au traitement.

### Electroconvulsivothérapie

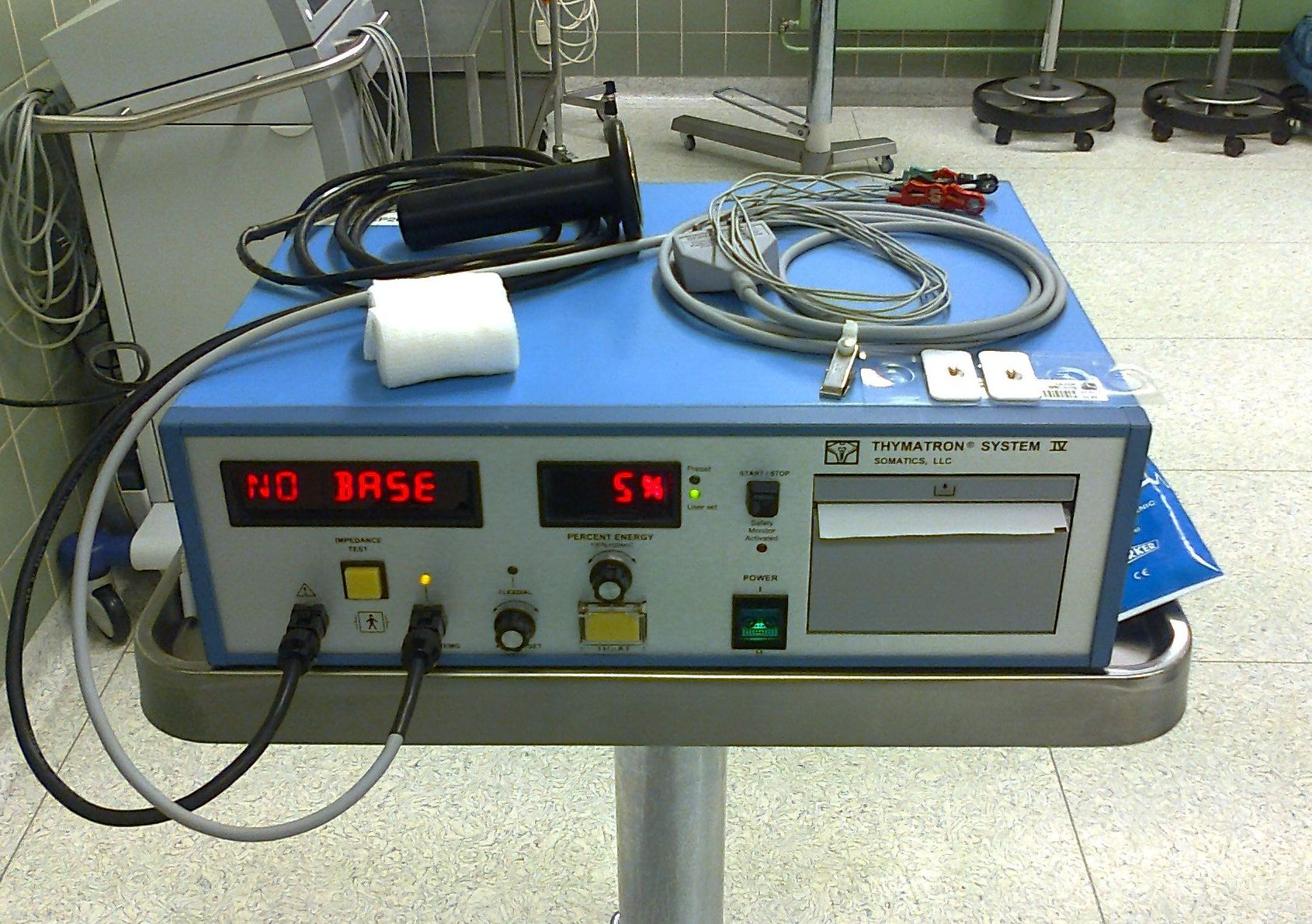
Matériel d'électroconvulsivothérapie.

L'électroconvulsivothérapie (ECT) est une procédure durant laquelle des impulsions d'électricité sont envoyées à travers le cerveau grâce à deux électrodes, souvent une accrochée sur chaque côté de la tempe, pour provoquer une convulsion pendant que le patient est sous anesthésie générale. Les psychiatres hospitaliers recommandent l'ECT pour les cas de dépression majeure sur lesquels les antidépresseurs n'agissent pas ou moins souvent que lors d'une psychothérapie ou thérapie de soutien[réf. incomplète]. L'ECT peut soigner plus rapidement que les antidépresseurs, et peut ainsi être considérée comme un traitement efficace lors de cas d'urgence comme la dépression catatonique dans laquelle le patient néglige sa nutrition, ou lorsque le risque suicidaire est très élevé. L'ECT est probablement plus efficace à court terme que le traitement médicamenteux. Lorsqu'une unique ECT est appliquée sur un patient, le risque de rechute est très élevé et se situe dans les six premiers mois. D'anciennes études montrent une possibilité d'environ 50 %. Un essai effectué au début des années 2000 sous contrôle démontre un taux de 84 % même avec placebos. Le risque plus précoce de rechute peut être réduit par traitements médicamenteux ou par autres ECT,.

### Stimulation Magnétique Transcrânienne
Depuis le début du XXIe siècle, la stimulation magnétique transcrânienne, et plus précisément la stimulation magnétique transcrânienne répétitive (rTMS), est utilisée dans plusieurs pays (Canada, États-Unis, Allemagne, Espagne, Israël, France, Australie, etc.) pour le traitement de la dépression caractérisée, d'intensité modérée à sévère, résistante à une ou deux lignes de traitement antidépresseur. L'emploi de cette technique est approuvée par Santé Canada depuis 2002 et par la Food and Drug Administration depuis 2008. Cette technique est actuellement recommandée par la majorité des guideline internationales : NICE (UK), CANMAT (Canada), APA (USA), DGPPN (Allemagne), RANZCP (Australie). Elle est réalisée en France dans environ 200 centres (CHU, Centres hospitaliers, cabinets spécialisés de psychiatrie ou de neurologie). La technique est remboursée dans de nombreux pays (USA, Australie, etc.), mais en France, malgré des méta-analyses concordantes et positives, l'HAS a décidé de ne pas autoriser son remboursement pour le moment, contre l'avis des experts internationaux.

## Épidémiologie
- Aucune donnée
- ≤ 600
- 600–700
- 700–800
- 800–900
- 900–1000
- 1000–1100
- 1100–1200
- 1200–1300
- 1300–1400
- 1400–1500
- 1500–1600
- ≥ 1600

Espérance de vie corrigée de l'incapacité concernant les troubles dépressifs sur 100000 habitants en 2004 :

Sa prévalence mondiale est estimée à 5 % dans population adulte et 5,7 % chez les plus de 60 ans. La population atteinte atteindrait ainsi 280 millions de personnes.
La prévalence varie grandement, de 3 % au Japon à 17 % aux États-Unis. Dans la majeure partie des pays, les individus ayant souffert de symptômes dépressifs se comptent entre 8 et 12 %.
En Amérique du Nord, la probabilité de développer un épisode dépressif dans l'année est de 3–5 % chez les hommes, contre 8–10 % chez les femmes,.
En Europe, en 2019 (début de la pandémie de Covid-19), les pays de l'Europe de l'Ouest et du Nord sont les plus touchés (pour toutes les tranches d'âges, avec un pic chez les 45-59 ans). La France (11 %) et la Suède (10 %) sont les plus concernés à l'ouest, alors qu'au Sud et à l'Est du continent, les taux sont les plus bas (2 % de la population en Serbie ou à Chypre). L'âge est un facteur majeurs des différences entre pays européens (les 15-24 ans sont les plus touchés alors qu'ils le sont très peu au Sud et à l'Est du continent ; et inversement, les plus de 70 ans sont les plus touchés au sud et à l’Est (plus de 15 % au Portugal, en Roumanie et en Croatie).

En Suisse, la prévalence de la dépression en moyenne annuelle est de 5,1 % (6,2 % chez les femmes et 3,9 % chez les hommes).

En France, la prévalence de l'épisode dépressif caractérisé est estimée à presque 10 % chez les adultes de 18 à 75 ans : 13 % chez les femmes contre 6,4 % chez les hommes. Entre 2010 et 2014, plus de 1 600 000 patients ont été pris en charge pour trouble dépressif dans les établissements ayant une activité autorisée en psychiatrie. En 2014, le taux de prise en charge était de 421,5 pour 100 000 hommes contre 698,3 pour 100 000 femmes. En 2019, la prévalence atteint 11 % (le plus haut taux d'Europe cette année là).
Sachant qu'un cas sur deux n'est pas soigné, ce chiffre progresse avec la précarité, le vieillissement et la solitude. [réf. incomplète]. La recrudescence des symptômes dépressifs survient lors du développement pendant l'adolescence plutôt que dans l'âge en lui-même, puis au début de l'âge adulte, et semble être associée à des facteurs psychologiques et hormonaux.
Les individus souffriraient en général de leur première dépression entre 30  et   40 ans, avec un second pic moins important entre 50  et   60 ans. Le risque de développer une dépression s'accroît lors de troubles neurologiques liés à des conditions telles qu'un accident vasculaire cérébral, la maladie de Parkinson, ou la sclérose en plaques, et durant les quelques années après avoir mis un enfant au monde (voir Dépression périnatale). Elle se développe également lors de troubles cardiovasculaires, et s'associe à un état de santé dégradée,. Les études ne s'accordent pas concernant la prévalence de la dépression chez les personnes âgées, mais la plupart des données suggèrent que le développement de la dépression se réduit. Les troubles dépressifs seraient plus répandus en milieu urbain qu'en milieu rural, et la prévalence la plus forte est retrouvée chez les individus seuls ou en difficulté socio-économique.
En Belgique, le Conseil supérieur de la santé a publié un avis intitulé « Le trouble dépressif : prise en charge du patient et usage optimal du système de soins et des orientations thérapeutiques » qui se préoccupe plus particulièrement de la prise en charge des troubles dépressifs au sein du système de soins de santé belge.

## Histoire

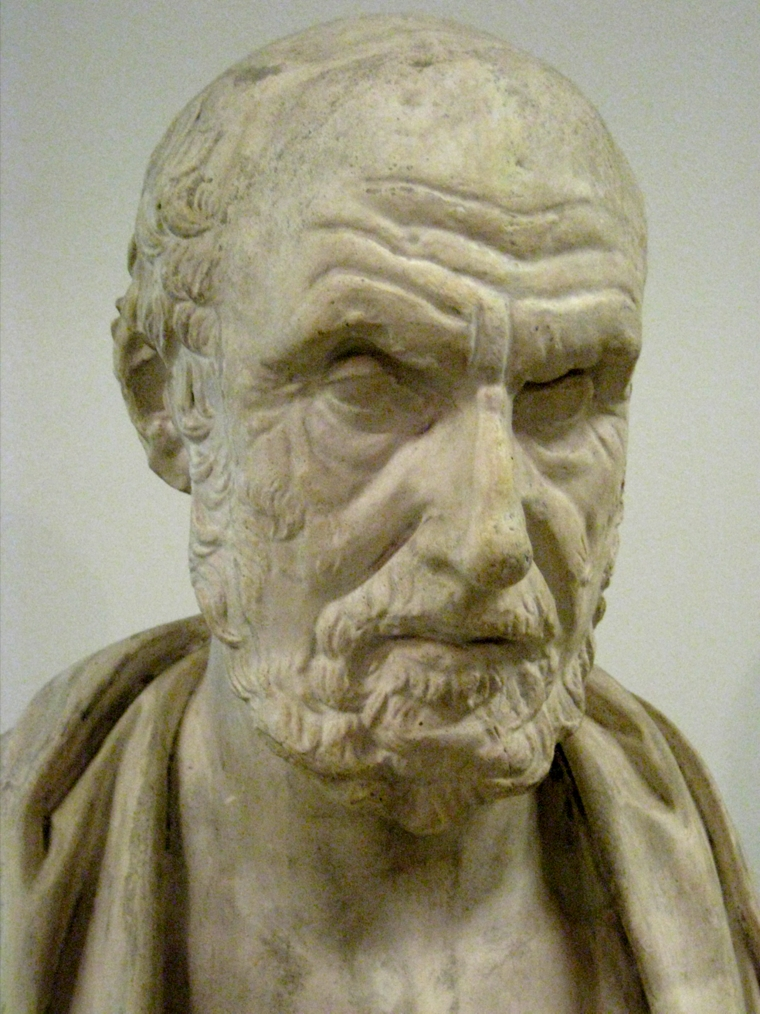
Le diagnostic de la dépression remonte à l'époque d'Hippocrate.

Le médecin grec Hippocrate décrit à son époque un syndrome de mélancolie comme une maladie distincte avec symptômes mentaux et physiques particuliers. Il le caractérise par la persévérance de la crainte ou de la tristesse,. Il s'agissait d'un concept similaire mais beaucoup plus élargi que la dépression actuellement connue ; une importance est attribuée à des symptômes de tristesse, de découragement, et souvent de peur, de colère, de délires et d'obsessions.
Le terme de « depression » en lui-même est dérivé du latin deprimere, « se décourager ». Dès le XIVe siècle, « depress » signifiait subjuger ou rabaisser les esprits. Il est utilisé en 1665 par l'auteur britannique Richard Baker dans son ouvrage Chronicle pour désigner quelqu'un ayant une grande « dépression de l'esprit », et par l'auteur également britannique Samuel Johnson désignant un sens similaire en 1753. Le terme est également utilisé dans les domaines météorologique et économique. Un premier usage désignant un terme psychiatrique est effectué par le psychiatre français Louis Delasiauve en 1856, et, dès les années 1860, fait son apparition dans les encyclopédies médicales pour déterminer une diminution physiologique et métaphorique de la fonction émotionnelle. Depuis Aristote, la mélancolie est associée aux hommes à la capacité intellectuelle immense, à une source de contemplation et de créativité. Un nouveau concept abandonne par la suite cette idée et l'associe, dès le XIXe siècle, aux femmes. Bien que la « mélancolie » ait été désignée comme le terme médical, le terme de « dépression » gagne en popularité lors de diagnostics et devient officiellement le synonyme de mélancolie ; le psychiatre allemand Emil Kraepelin aurait été le premier à utiliser ce terme en désignant des genres différents de mélancolie en tant qu'« états dépressifs ».
Sigmund Freud a comparé l'état de la mélancolie au deuil dans son étude intitulée Mourning and Melancholia en 1917. Il explique qu'une perte objective (ou relationnelle), comme le décès d'un conjoint ou une rupture amoureuse, mènerait également à une perte subjective ; l'individu dépressif s'est identifié avec l'objet de l'affection à travers un procédé inconscient et narcissique appelé libidinal cathexis de l'égo. Une telle perte peut causer de sévères symptômes mélancoliques encore plus profondément que le deuil ; l'égo en lui-même est menacé et la perception du monde extérieur devient négative. La propre perception du patient décline selon ses croyances et son sentiment d'infériorité, notamment. Il souligne également les premières expériences de la vie comme des facteurs de risque. Adolf Meyer présente un cadre biologique et social mixte soulignant des « réactions » dans le contexte de la vie quotidienne d'un individu, et explique que le terme de « dépression » devrait être utilisé à la place de « mélancolie ». La première version du DSM (DSM-I, 1952) contient le terme de « réaction dépressive » et le DSM-II (1968) celui de « névrose dépressive », définie en tant que réaction excessive à un conflit interne ou à un événement identifiable, inclut également un type de psychose maniaco-dépressive accompagnant les troubles affectifs majeurs.
Au milieu du XXe siècle, des chercheurs ont suggéré que la dépression était causée par un mauvais équilibre chimique des neurotransmetteurs cérébraux, une thèse fondée sur des observations effectuées dans les années 1950.
La nouveauté introduite par Kazimierz Dąbrowski est qu'une dépression peut s'inscrire dans un processus de désintégration positive, et être utile voire nécessaire à la construction de la personnalité.
Le terme de « trouble dépressif majeur » est introduit par un groupe de cliniciens américains durant les années 1970 comme critère diagnostique fondé sur des niveaux de symptômes et est incorporé dans le DSM-III en 1980. Pour maintenir une définition similaire, le CIM-10 utilise le même critère, avec seulement deux petites différences, mais en utilisant le diagnostic du DSM, celui d'« épisode dépressif léger », avec l'ajout des catégories de dépression modérée à sévère,.
Les nouvelles définitions de la dépression ont été de loin acceptées, mais avec certaines contradictions et points de vue différents. Certains arguments empiriques optaient pour un retour au diagnostic de la mélancolie,. Quelques critiques concernant l'extension du diagnostic, liées au développement et à la vente croissante des antidépresseurs et au modèle biologique depuis la fin des années 1950, ont été faites. « À la différence de la maladie maniaco-dépressive, précise Healy, le diagnostic de dépression était quasiment dépourvu de pertinence avant l’existence des antidépresseurs ; environ cinquante à cent personnes par million seulement étaient considérées souffrir de ce qui était alors la mélancolie. Les estimations actuelles portent ce chiffre à cent mille pour un million. C’est une croissance par mille en dépit de l’existence de traitements supposés soigner cette terrible affection ». Selon le Professeur Jean-Claude Maleval la dépression forgée par le discours de la psychiatrie moderne a pris en quelques décennies un champ d’extension démesuré,. Les DSM ont forgé les bases d’une pathologisation de la tristesse en procédant à une décontextualisation historique et sociale du trouble dépressif: « la compénétration de la tristesse normale et du trouble dépressif dans les critères du DSM, affirment Horwitz et Wakefield, a handicapé la recherche biologique et a créé une confusion qui peut potentiellement conduire les chercheurs à tirer de fausses conclusions de leurs données ».

## Société

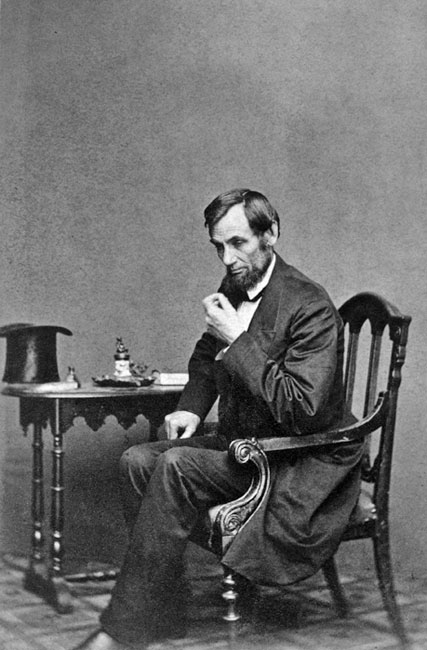
Le 16e président des États-Unis, Abraham Lincoln, aurait souffert de mélancolie, une affection qui peut actuellement être qualifiée de dépression clinique.

La conception de la dépression varie selon les pays et les différentes cultures. « À cause d'un manque de précision scientifique », un individu observe que « le débat sur la dépression est une question de langage. Ce que nous appelons « maladie », « trouble », « état d'âme » affecte ce que nous voyons, diagnostiquons, et traitons ». Dans différentes cultures, la dépression sévère est considérée soit comme une maladie qui requiert un traitement personnel professionnel, soit comme un indicateur d'autres problèmes, tels que le besoin de partager les problèmes physiques et sociaux ou une réflexion des différences individuelles qui peuvent renforcer des liens de détresse ou émotionnels,.
Le diagnostic de la dépression est moins connu dans certains pays comme la Chine. La tradition chinoise dénie et somatise la dépression émotionnelle (bien qu'à partir des années 1980, ce déni ait drastiquement changé). D'une manière alternative, il se pourrait que la culture occidentale considère certaines expressions de détresse humaine comme des troubles psychologiques. Le psychologue australien Gordon Parker (en), notamment, explique qu'en Occident la tristesse et la détresse causée par la dépression est « médicalisée »,. De même, le psychiatre américano-hongrois Thomas Szasz, notamment, explique que la dépression est une maladie métaphorique perçue à tort comme une maladie mentale. Le psychologue James Hillman note que la dépression peut être bonne pour l'âme, dans la mesure où elle amène « de la protection, une limite, de la concentration, du poids, et une impuissance humble ». Hillman explique que les tentatives thérapeutiques pour éliminer la dépression font penser au thème chrétien de la résurrection, avec un effet néfaste pour l'âme.
Des figures historiques se refusaient souvent de discuter ou de chercher un traitement pour la dépression à cause de la stigmatisation liée à cette condition, ou à cause d'une méconnaissance des symptômes ou du moyen de traitement. Néanmoins, des recherches effectuées sur des lettres, journaux, images, écrits ou sur des explications ont permis de déterminer certaines formes de dépression chez certaines personnalités historiques. Celles-ci auraient développé une dépression, tels l'écrivain anglais Mary Shelley, l'écrivain américano-britannique Henry James et le président américain Abraham Lincoln. Parmi les personnalités de l'époque contemporaine souffrant de dépression figurent l'auteur-interprète canadien Leonard Cohen et le dramaturge américain Tennessee Williams. Certains psychologues, comme William James, et John B. Watson, se sont même confrontés à leur propre dépression.
Il existe des discussions dans lesquelles les troubles neurologiques et troubles de l'humeur seraient liés à la créativité, des discussions qui remontent au temps d'Aristote,. La littérature britannique donne quelques exemples de la réflexion sur la dépression. Le philosophe anglais John Stuart Mill a fait l'expérience d'une longue période de ce qu'il appelle « un état d'engourdissement nerveux », lorsqu'« on est insensible à la jouissance ou à l'excitation agréable ; un de ces moments où le plaisir devient insipide ou ennuyeux ». Il cite Dejection du poète anglais Samuel Taylor Coleridge comme une parfaite description de ce qu'il a ressenti,. L'écrivain anglais Samuel Johnson a utilisé le terme de « chien noir » dans les années 1780 pour décrire sa propre dépression et a été popularisé par l'ancien premier ministre britannique Sir Winston Churchill, qui souffrait également de dépression.
La stigmatisation liée à la dépression est grandement répandue, mais le contact avec des services en soins psychiatriques la réduit légèrement. L'opinion publique sur le traitement de la dépression diffère grandement de celui des professionnels de santé ; des traitements alternatifs sembleraient plus efficaces que les traitements médicamenteux, ces derniers s'avérant moins efficaces. Au Royaume-Uni, le Royal College of Psychiatrists (en) et le Royal College of General Practitioners (en) ont mené une campagne, le Five-year Defeat Depression, de 1992 et 1996, pour réduire la stigmatisation liée à la dépression ; une étude MORI (en) menée plus tard a démontré un changement positif de l'opinion publique et du traitement de la dépression.

### Ouvrages cités
- (en) American Psychiatric Association, Diagnostic and statistical manual of mental disorders, Fourth Edition, Text Revision : DSM-IV-TR, Washington, DC, American Psychiatric Publishing, Inc., 2000, 943 p. (ISBN 0-89042-025-4)
- (en) Barlow, Abnormal psychology : An integrative approach (5th ed.), Belmont, CA, États-Unis, Thomson Wadsworth, 2005 (ISBN 0-534-63356-0)
- (en) (AT, Rush J, Shaw BF, Emery G) Beck, Cognitive Therapy of depression, New York, NY, États-Unis, Guilford Press, 1987 (ISBN 0-89862-919-5)
- (en) Karen Michele ; Freeman, Arthur M.; Epstein, Norman Simon, Depression in the family, New York, Haworth Press, 1986 (ISBN 0-86656-624-4)
- (en) BR Hergenhahn, An Introduction to the History of Psychology, Belmont, CA, États-Unis, Thomson Wadsworth, 2005, 672 p. (ISBN 0-534-55401-6, lire en ligne)
- (en) Rolio May, The discovery of being : Writings in existential psychology, New York, NY, États-Unis, W. W. Norton & Company, 1994, 192 p. (ISBN 0-393-31240-2)
- (en) Dusan Hadzi-Pavlovic et Gordon Parker, Melancholia : a disorder of movement and mood : a phenomenological and neurobiological review, Cambridge, Royaume-Uni, Cambridge University Press, 1996 (ISBN 0-521-47275-X)
- (en) Royal Pharmaceutical Society of Great Britain, British National Formulary, Royaume-Uni, BMJ Group and RPS Publishing, 2008 (ISBN 978-0-85369-778-7, BNF 56, lire en ligne)
- (en) Benjamin James Sadock, Harold I. Kaplan et Virginia Alcott Sadock, Kaplan & Sadock's synopsis of psychiatry : behavioral sciences/clinical psychiatry, Philadelphie, Lippincott Williams & Wilkins, 2003 (ISBN 0-7817-3183-6)